# Nansari
Nansari fou un estat tributari protegit, un petit territori sota un cap o bhuiya al districte de Bhandara a les Províncies Centrals a uns 15 km al sud-est de Kamtha. El formaven 9 pobles amb una superfície de 34 km², dos terços dels quals eren cultivats. La població el 1881 era de 4.771 habitants. El sobirà era un braman descendent d'una família feudatària dels rages de Nagpur (nissaga extinta el 1853). Celebrava un gran mercat de bestiar al poble de Kaltipar.